# Vickery Island
Vickery Island ist eine unbewohnte Insel im nördlichen Teil des King Sounds, einem australischen Küstengewässer des Indischen Ozeans. Sie gehört zur Region Kimberley im australischen Bundesstaat Western Australia. Sie ist 8,4 Kilometer vom australischen Festland entfernt.
Die Insel ist 440 Meter lang und 180 Meter breit. Die nächsten Inseln sind Scott Island und Wybron Island.